# Heil (Dakota del Nord)
Heil è un census-designated place (CDP) degli Stati Uniti d'America, situato nello Stato del Dakota del Nord, nella contea di Grant. Secondo il censimento del 2020 gli abitanti di Heil ammontavano a 15.